# Jean Adrien Caire
Cet article possède un paronyme, voir Jean Caire.
Pour les articles homonymes, voir Caire (homonymie).
Jean Adrien Caire, né en 1924 et mort en 1999, habitant à Allos s’est intéressé à la vie quotidienne des habitants du Haut Verdon. Il fut maire d'Allos de 1965 à 1971.
Il a écrit de très nombreux textes courts, rassemblés par Jean-Luc Domenge dans Les Papiers de Jean Caire.

## Ouvrages sur Jean Caire
- Jean Caire, Jean-Luc Domenge, Les Papiers de Jean Caire : Mémoires, lieux et récits du val d'Allos, coédition Les Alpes de lumière, collection Les cahiers de Haute-Provence, et Société scientifique et littéraire des Alpes-de-Haute-Provence, Forcalquier et Digne-les-Bains, 2004, 274 p,  (ISBN 978-2-906162-69-3)
- Société scientifique et littéraire des Alpes-de-Haute-Provence, Du paysage au territoire : l’œuvre militante du peintre ubayen Jean Caire, Sabença de la Valeia, Barcelonnette, 2008

Sa biographie par Jean-Luc Domenge a été publiée dans le numéro 352 (2004) de la revue Chroniques de Haute-Provence.